# Guillaume Dustan
Guillaume Dustan, nome d'arte di William Gilles Olivier Baranès, (Parigi, 28 novembre 1965 – Parigi, 8 ottobre 2005), è stato un magistrato, scrittore, giornalista ed editore francese.

## Biografia
Di famiglia ebraica, ha seguito il percorso classico di scienze politiche all'École nationale d'administration prima di intraprendere una carriera giuridica. Giudice amministrativo, nel 1989 scopre di essere sieropositivo all'Hiv, dirige nel 1994 con Marie-Anne Frison-Roche La justice, l'obligation impossible per la raccolta Morales, edizioni Autrement. Nello stesso anno scrive a Parigi Dans ma chambre, il suo primo romanzo di cui corregge la bozza a Tahiti, dove nel frattempo è stato inviato in carica di magistrato. Il romanzo, pubblicato poi nel 1996, è l'autobiografia di un gay parigino che racconta in larga parte di rapporti sessuali non protetti fra omosessuali negli anni novanta.
Nel 1997 si mette in aspettativa dal suo lavoro di magistrato, lascia Tahiti per ritornare in città e trasferirsi a Tolone dove scrive Je sors ce soir, pubblicato lo stesso anno. Nel 1998 pubblica Plus fort que moi, ultima parte di quella che considera una trilogia.
Nel 1999 crea la raccolta Le Rayon Gay nella quale sono pubblicati per la prima volta in Francia I monologhi della vagina. Le Rayon Gay entra successivamente a far parte della collezione Le Rayon  ed è la prima raccolta interamente omosessuale pubblicata in Francia. Vi sono pubblicati una cinquantina di titoli fino alla sua chiusura nel 2003. Il flop commerciale di Le Rayon lo spinge a chiedere la reintegrazione e a riprendere il suo lavoro di giudice amministrativo. Nel 1999 vince intanto il Prix de Flore con il romanzo Nicolas Pages. Nella primavera del 2004 la rivista di letteratura contemporanea Écritures gli dedica un libro collettivo intitolato Dustan/Engagement.
Il 3 ottobre 2005 viene trovato morto per un'intossicazione involontaria da medicinali.

## Stile ed influenze letterarie
Dustan ha ricevuto molteplici influenze. Il suo stile ha incontestabilmente origine dalla letteratura anglosassone che ha preferito al classicismo francese (Gide, Proust) da lui definito "di destra" e "borghese". Così i suoi tre primi romanzi (Dans ma chambre, Je sors ce soir, Plus fort que moi) rappresentano un adattamento francese dello stile anglosassone più duttile, orale e meno accademico, più decostruito e sovversivo; tutto ciò è espresso in termini di chiarezza del periodo, di libertà sintattica e dell'uso della punteggiatura ed attraverso le stesse tematiche trattate (i corpi, il sesso, la droga, l'io). L'influenza più importante è sicuramente quella di Bret Easton Ellis che Guillaume Dustan aveva intervistato senza esimersi dal porgli la fatidica domanda "Sei gay?" (e la risposta data dall'autore statunitense è stata che avrebbe avuto certamente più cose da dire riguardo alla domanda "Sei bisessuale?").
Altrettanto forte per Dustan è l'influenza di Marguerite Duras, dalla quale trae la capacità di scrivere in "mal francese" e l'utilizzo di uno stile orale; esprimono così la convinzione che chiunque possa (o addirittura debba) essere scrittore, scrivere della propria vita e raccontarsi. della Duras ha apprezzato anche il lato militante, la capacità di prendere in mano la penna in un momento in cui essere una scrittrice ed un'artista donna non era certo né comune né accettato.
Per quanto riguarda i temi della sua letteratura, Dustan milita con accanimento per dei racconti che parlino di corpi, di sesso, della droga, del ballo, del movimento e dell'io; un'autofinzione integrale senza alcun aggiunta romanzesca o di finzione; la psicoanalisi e l'autopsicoanalisi pervadono tutti i suoi testi così come il sesso occasionale (adora "Trick" del controverso Renaud Camus), il sadomaso, le droghe, con una spiccata preferenza per l'ecstasy; anche la politica è in gran parte presente.
La costruzione dei romanzi di Dustan è molto specifica: il più delle volte si serve di un miscuglio dei più disparati testi (dialoghi, articoli di giornale, citazioni, brevi poesie) accompagnato da variazioni nei caratteri di scrittura (dall'utilizzo del corsivo, del grassetto, del sottolineato, fino alla variazione dello stile). In Nicolas Pages ad esempio Dustan non manca di pubblicare su più di una dozzina di pagine il diario tenuto per sua nonna prima della sua morte, rispettando scrupolosamente la grafia delle stesse, persino con gli innumerevoli errori di ortografia e di sintassi.

## Le posizioni politiche
È difficile classificare politicamente il percorso di Dustan. Leggendo i suoi testi politici e polemici non si può fare a meno di notare che spari colpi in ogni direzione, contro gli "ebrei di sinistra", i "moralisti di Act-Up-Vichy" (associazione che pur rivendica delle posizioni di sinistra radicale), gli "ebrei di destra", contro l'ordine "etero-nazi".
Più precisamente Dustan rivendica gran parte della filosofia della destra, che postula il principio secondo il quale ognuno può disporre del suo proprio corpo e del diritto di farne ciò che vuole, anche di distruggerlo (la sua carriera da giurista spiega la sua fedeltà a John Locke). Vede in questi principi ereditati dalla filosofia dell'Illuminismo il modo di assicurare a ciascuno il più alto grado di libertà possibile.
Il secondo grande postulato che attraversa e struttura tutti gli interventi politici di Dustan è un risoluto, accanito ed intrattabile progressismo. Se lo scrittore non smette di stimmatizare la società borghese, l'eterocrazia ed il ritorno all'ordine morale, non smette neanche mai di dire che "tutto cambia", che la società e lanciata a tutto vapore, come una locomotiva, in un processo di sviluppo, individuazione e godimento collettivo. Per Dustan non c'è alcun dovere, il futuro sarà migliore; presto le droghe saranno legali, ognuno potrà disporre del proprio corpo, i generi si scioglieranno e si moltiplicheranno, le nevrosi regrediranno, le famiglie si disintegreranno per dar vita ad una nuova florida società fondata sul godimento. Oggi tutti sono "alla moda", tutti vogliono "diventare star"; per questo è possibile dire, molto paradossalmente, che la letteratura di Dustan è caratterizzata da un viscerale ottimismo.

## Il barebacking e la polemica con Act-Up
Dustan è reso noto al grande pubblico per la polemica in merito al barebacking. L'associazione Act-Up ne fa uno dei suoi principali nemici dal momento che scrive di sesso non protetto e assume di fronte ai media, riguardo allo stesso argomento, posizioni favorevoli affermando in più occasioni di praticarlo in maniera esclusiva, infrangendo così il dogma della prevenzione. Paradossale, talvolta provocatore, predica la possibilità di rapporti sessuali non protetti fra adulti consenzienti (noti con il nome di barebacking), e più precisamente la possibilità per ciascuno di decidere consapevolmente di proteggersi o meno allo stesso modo in cui sceglie del proprio destino. Nel 2001 è fortemente attaccato da Act-Up che predica l'uso del preservativo sempre e comunque, ed in particolare da Didier Lestrade, membro storico dell'associazione, proprio riguardo alle sue chiare posizioni sul barebacking.

## Filmografia
- Enjoy (Back to Ibiza) (2001, 120 minuti), proiettato il 20 ottobre 2007 a La Fémis, 6 rue Francoeur, Parigi[4] e distribuito da le peuple qui manque[5]

## Opere
- "Le droit Naturel", in la Justice, l'obligation impossible, diretto da William Baranès e Marie-Anne Frison-Roche, 1994, Editions Autrement, Série Morales nº16 ISBN 2862604852
- Dans ma chambre, 1996, Éditions POL, ISBN 2867445256
  - Traduzione inglese In My Room (High Risk Books), 1998, London: Serpent's Tail, ISBN 1852425903
  - Traduzione spagnola En mi cuarto, 1999, Barcelona: Edicion Mondadori, ISBN 8439703767
  - Traduzione italiana Nella mia stanza, 2023, Roma: Castelvecchi, ISBN 8869445275
- Je sors ce soir, 1997, Éditions POL, ISBN 2867445795
- Plus fort que moi, 1997, Éditions POL, ISBN 2867446341
  - Traduction en allemand Exzess, 1997, Berlin: Bruno Gmunder Verlag, ISBN 3861870940
- Nicolas Pages, 1999, Éditions Balland, ISBN 2715812302 (2001, J'ai lu, ISBN 229031224X)
- Génie divin, 2001, Éditions Balland, ISBN 2715813546 (2002, J'ai lu, ISBN 2290319910=
- LXiR ou Dédramatisation La Vi Cotidièn, 2002, Éditions Balland, ISBN 2715813880
- Dernier roman, 2004, Éditions Flammarion, ISBN 2080685139
- Bordel n°3: Ouvert à tous (par Stéphane Million, Guillaume Dustan, Joëlle Cuvilliez, et Philippe Bourgoin), 2004, Éditions Flammarion, ISBN 2080687131
- Premier essai, 2005, Éditions Flammarion, ISBN 2080687204
- dustan/engagement, écritures nº14 (collectif), 2005, Éditions 5c/écritures, ISBN 2930402199
- Œuvres 1, Éditions POL, 2013